# 千尋の滝
千尋の滝（せんぴろのたき）は、屋久島にある滝。多数の滝がある屋久島でも良く知られた滝である。

## 概要
屋久島中央部に水源を持つ鯛ノ川にある落差60メートルの滝である。屋久島南東部のモッチョム岳（標高940メートル）東側の斜面に広がる250メートル×300メートルの巨大な花崗岩の岩盤に面しており、その岩盤の大きさが千尋、すなわち千人の人間が手を結んだくらい大きいという例えから名付けられた。
滝の南側の高台が展望台になっており、車で容易に訪れることが出来ることから、屋久島を代表する観光スポットとして知られている。

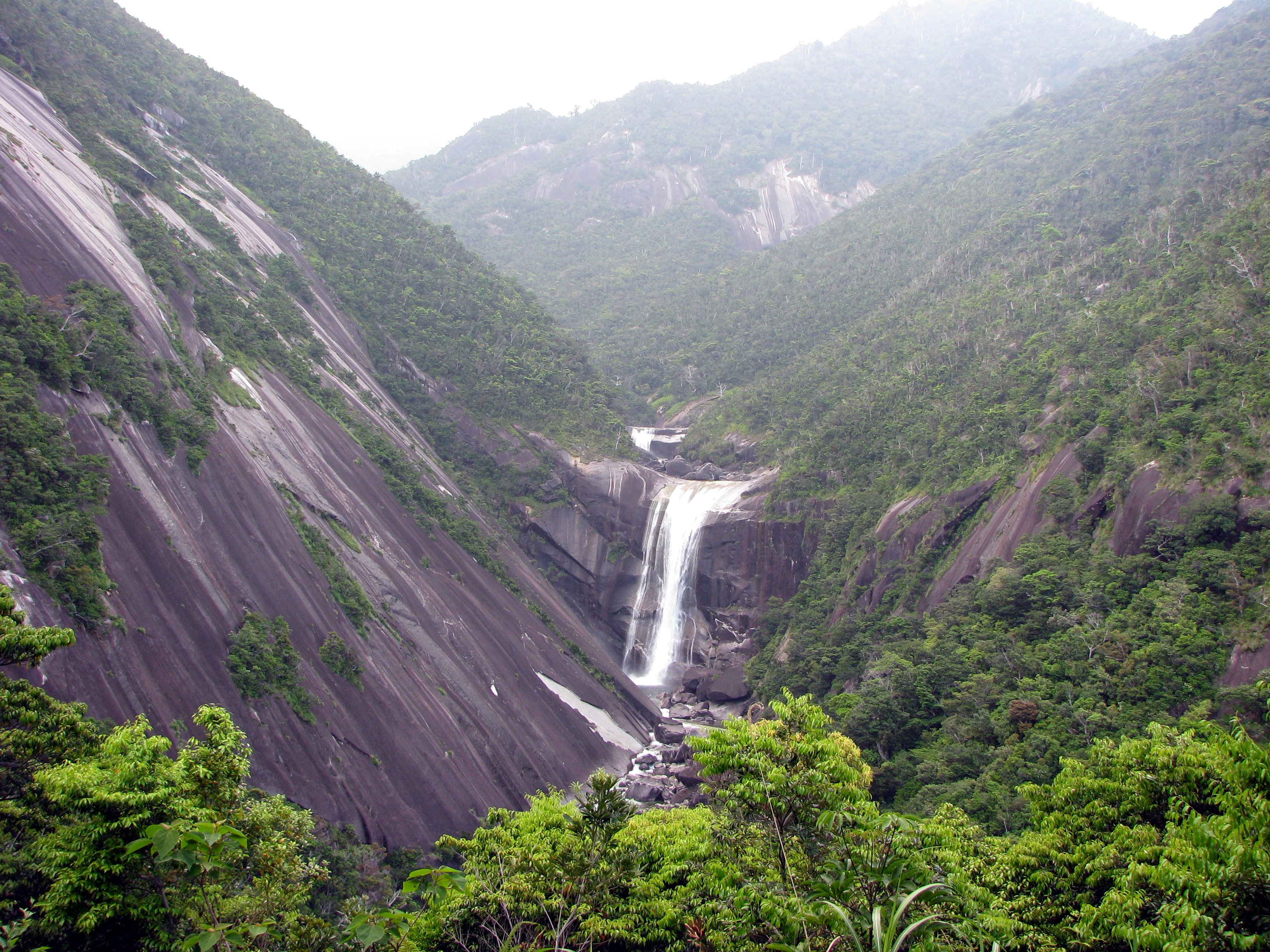
周辺状況
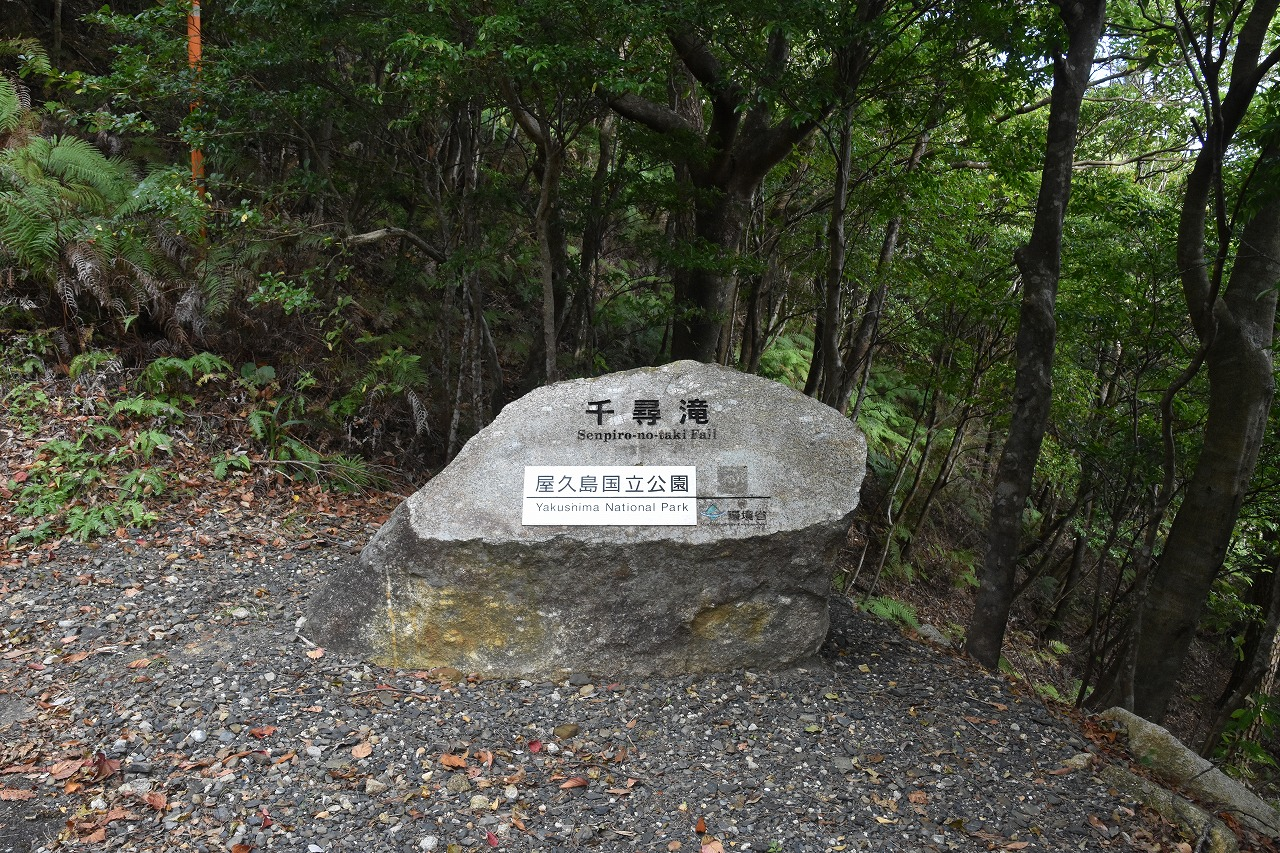
展望所入口の案内碑
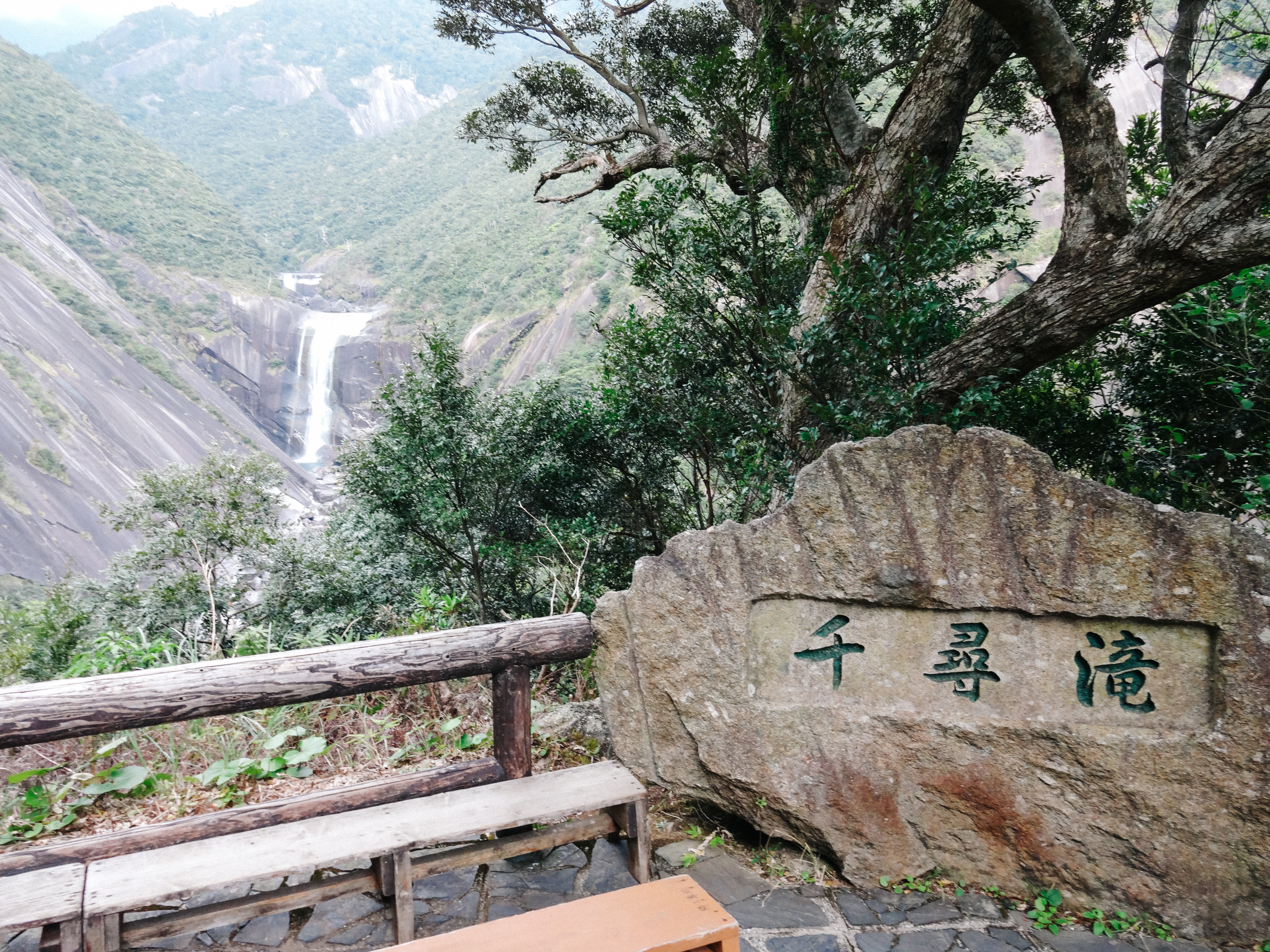
滝見展望台
- 動画

## アクセス
種子島・屋久島交通栗生方面行き路線バス 鯛ノ川停車場下車 徒歩約40分